# Ichthyodes centurio
Ichthyodes centurio är en skalbaggsart som först beskrevs av Francis Polkinghorne Pascoe 1866.  Ichthyodes centurio ingår i släktet Ichthyodes och familjen långhorningar. Inga underarter finns listade i Catalogue of Life.